# Балтер Алла Давидівна
Алла Давидівна Балтер (23 серпня 1939 — 14 липня 2000) — радянська і російська акторка театру та кіно. Народна артистка Російської Федерації (1998).

## Життєпис
Народилася 23 серпня 1939 року у Києві в єврейській родині.
Закінчила Київське театральне училище при Київському драматичному театрі імені І.Франка по курсу М. М. Крушельницького.
Свій творчий шлях майбутня акторка розпочинала в Ленінграді, де грала на сцені Театру імені Ленінського комсомолу.
У 1961—1965 роках — актриса Київського академічного драматичного театру імені Лесі Українки та інших театрів України.
З 1971 по 1982 роки — акторка Московського драматичного театру імені К. С. Станіславського.
З 1982 по 1984 рік працювала в складі трупи Московського театру на Таганці.
З 1984 року була провідною актрисою Театру імені Володимира Маяковського у Москві.
Померла 14 липня 2000 року на 61-му році життя в Москві від раку хребта, похована на Ваганьківському цвинтарі (ділянка № 24).

## Родина
- Перший чоловік — Еммануїл Анброх (1935—2015), воротар футбольного клубу «Таврія» з Сімферополя (1958—1965 роки, 130 ігор), переможець першості СРСР у класі «Б» 1964 року. Останнім часом проживав у Бат-Ямі в Ізраїлі.
- Другий чоловік — Еммануїл Віторган (нар. 1939), народний артист Росії ,
- Син — Максим Віторган (нар. 1972), актор, режисер.

## Творчість

### Ролі у театрі
- «Вестсайдська історія» Артура Лорентса — Аніта
- «Кішка на розпеченому даху» Теннессі Вільямса — Мег
- «Хай живе королева, віват!» Роберта Болта — Марія Стюарт
- «Гра тіней» Ю. Едліса — Клеопатра
- «Вікторія» Теренса Реттагена — леді Нельсон
- «Горбун» Славомира Мрожека — Баронеса
- «Чуму на обидва ваші будинки» Григорія Горіна — сеньйора Капулетті
- «Ляльковий будинок» («Нора») Ібсена — фру Лінне

### Фільмографія
- 1968 — Ступінь ризику — Алла
- 1975 — Слідство ведуть ЗнаТоКі. Удар у відповідь — Леля
- 1975 — Таке коротке довге життя — Лідія Павлівна
- 1979 — Поема про крила — епізод
- 1980 — Скринька Марії Медичі — Деніза Монсегюр
- 1982 — Транзит — «Русалка», дружина Анатолія Даниловича
- 1984 — Останній візит — Сейра Бертон
- 1990 — Коли святі марширують — дружина джазового трубача Бориса Вешніна
- 1991 — І повертається вітер… — мамо Михайла
- 1992 — Чорний квадрат — Ракітіна
- 1994 — Я люблю — Надія
- 1997 — Зоряна ніч у Камергерському
- 1999 — Каменська (серія «Смерть і трохи кохання») — Таміла Шалвівна Бартош

### Телевистави
- 1968 — Три роки — Юлія Белавіна
- 1972 — Посмертні записки Піквікського клубу — міс Емілія Вордль
- 1978 — Мораль пані Дульської — пані Юльясевич
- 1979 — Молода господиня Ніскавуорі
- 1985 — Незважаючи на похилий вік — Ніна Спиридонівна
- 1986 — Ваша дочка Олександра
- 1988 — Ешелон — Іва
- 1989 — Ювілейне танго
- 1989 — Кішка на розпеченому даху — Маргарет
- 1990 — Після дуелі — імператриця Олександра Федорівна, дружина Миколи I

## Визнання та нагороди
- Заслужена артистка РРФСР (1990)[4]
- Народна артистка Російської Федерації (1998) — за значні заслуги у розвитку театрального мистецтва[2]